# Disporopsis longifolia
Disporopsis longifolia là một loài thực vật có hoa trong họ Măng tây. Loài này được Craib mô tả khoa học đầu tiên năm 1912.